# Hamburger Sparkasse

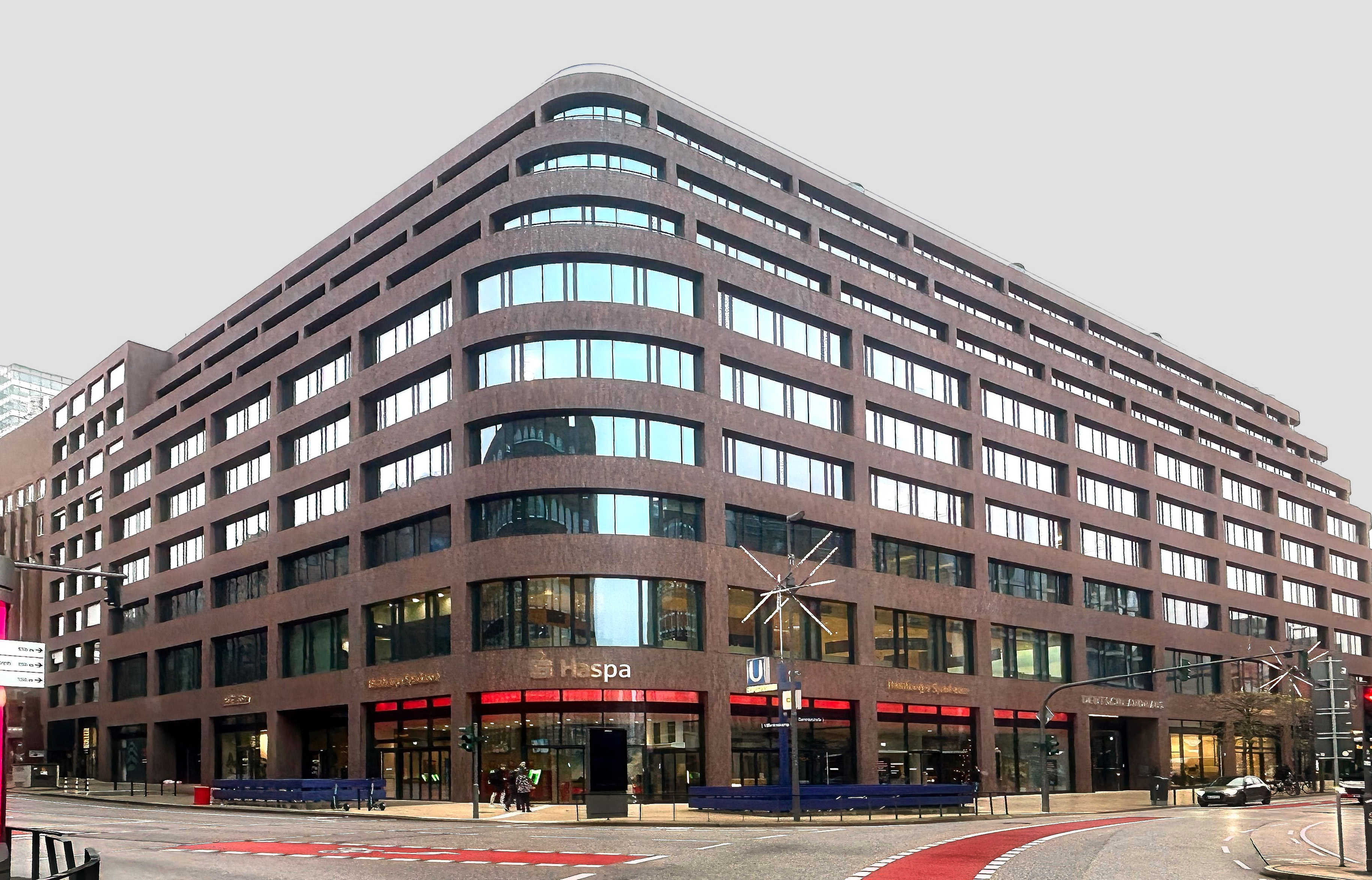
Hamburger Sparkasse

A Hamburger Sparkasse AG (Haspa) é um dos 5 bancos de poupança públicos gratuitos na Alemanha, com sede em Hamburgo. Com um balanço total de cerca de 41,9 bilhões de euros e cerca de 5.000 funcionários, é o maior banco de poupança da Alemanha. Foi fundada em 1827 na forma legal da antiga lei de Hamburgo. Em 2003 o banco foi separado para uma corporação de ações e o original Hamburger Sparkasse mudou seu nome para Haspa Finanzholding.

## Estrutura societária
A Hamburger Sparkasse é uma empresa de ações não listada. A base jurídica do Sparkasse é o Haspa-Satzung. Ao contrário da maioria dos outros bancos de poupança, ela não está sujeita a uma lei de banco de poupança, mas, como corporação de ações, está sujeita à Lei das Sociedades por Ações alemã. Os órgãos do Sparkasse são o Conselho de Administração, o Conselho Fiscal, a Assembléia Geral Ordinária e vários conselhos consultivos . O único acionista é a Haspa Finanzholding.
O Sparkasse é dividido em diferentes áreas centrais. Estes incluem:
- Clientes privados
- Clientes corporativos
- Private Banking

Possui mais de 200 filiais e centros de clientes. Outros centros de competência são dedicados a empresas iniciantes, transações imobiliárias complexas e negócios de atacado. Na área da Grande Hamburgo, a Haspa opera um total de cerca de 370 caixas eletrônicos.
A Hamburger Sparkasse AG também possui participações nas seguintes empresas:
1. Haspa BGM – Beteiligungsgesellschaft für den Mittelstand mbH
2. GBP Gesellschaft für betriebliche Pensionsplanung mbH
3. Wincor Nixdorf Portavis GmbH
4. Hanseatischer Sparkassen- und Giroverband

## Serviços
A Haspa fornece o negócio bancário universal como um banco de poupança. Segundo seus dados, é líder de mercado na Região Metropolitana de Hamburgo para clientes corporativos privados e médios.

## História
No contexto do fim da era napoleônica e da reorganização das condições políticas na Europa pelo Congresso de Viena, foi fundada por iniciativa do senador Amandus Augustus Abendroth por cidadãos de Hamburgo o então "Hamburger Sparcasse of 1827". No espírito dos comerciantes hanseáticos, isso foi feito sem a contribuição da cidade. Surpreendentemente, logo se descobriu que não apenas a população carente financeiramente investiu seu dinheiro, mas também pessoas de negócios, artesãos e outros comerciantes apareceram. Isso mostrou que a população havia modificado de forma independente o conceito original de um "pobre banco de poupança".
Sob o lema "Banco de Poupança para Menores Quantidades", uma política comercial foi adotada nos primeiros anos, cujo objetivo principal era limitar depósitos de 8 a 30 marcos (então a atual moeda de Hamburgo), que rendiam juros de 3%. O negócio era inicialmente modesto, com dois funcionários remunerados (contador e mensageiro) e seis voluntários responsáveis pelos depósitos e saques. A presença espacial foi inicialmente limitada a dois escritórios mobiliados: em Townhouse e em Eimbecksches Haus.
De 1847 a 1848, o arquiteto Hamburgo construído saltos Hermann Peter Fersenfeldt e Carl Friedrich Reichardt, o edifício Savings Bank em Adolphsplatz 2 em Hamburgo, em frente ao Hamburgo Bolsa de Valores.
Um corte especial do até então jovem Sparkasse ocorreu em 1864. Devido às diferenças no conselho de administração da Haspa em relação à abolição do limite de depósito - agora no valor de 60 marcos -, os dois conselheiros aposentados Rudolf Martin e F.E. Schlüter, juntamente com o senador Eduard Johns, fundaram o "New Savings Bank of 1864".
Essa divisão durou até a segunda metade do século XX. Século. Foi somente em 1968 que os primeiros passos da fusão dos dois bancos de poupança de 1972 foram finalmente realizados sob os esforços decisivos do CEO Peter Mählmann. Em contraste com o número predominante de bancos de poupança de direito público na Alemanha, o novo "Hamburger Sparkasse" continuou a ser constituído como uma "pessoa jurídica da antiga lei de Hamburgo", ou seja, como um banco de poupança privado.
Um passo importante no desenvolvimento de Haspa na década de 1980 foi o fim da chamada guerra dos bancos de poupança entre Haspa e o estado de Schleswig-Holstein. Em particular, isso envolveu um conflito no qual o Hamburger Sparkasse foi proibido de abrir novas filiais nas comunidades adjacentes a Hamburgo, em Schleswig-Holstein. Esse litígio foi no nível legal para o Tribunal Administrativo Federal. Essa autoridade máxima deu ao Haspa direito: ele pode abrir filiais na área circundante de Hamburgo.
No dia da fundação, Haspa fez a última grande mudança até hoje. Nesse dia, os negócios bancários da Hamburger Sparkasse foram convertidos em uma sociedade anônima e a empresa foi renomeada como "Haspa Finanzholding" de acordo com a antiga lei de Hamburgo.